# Stadstull

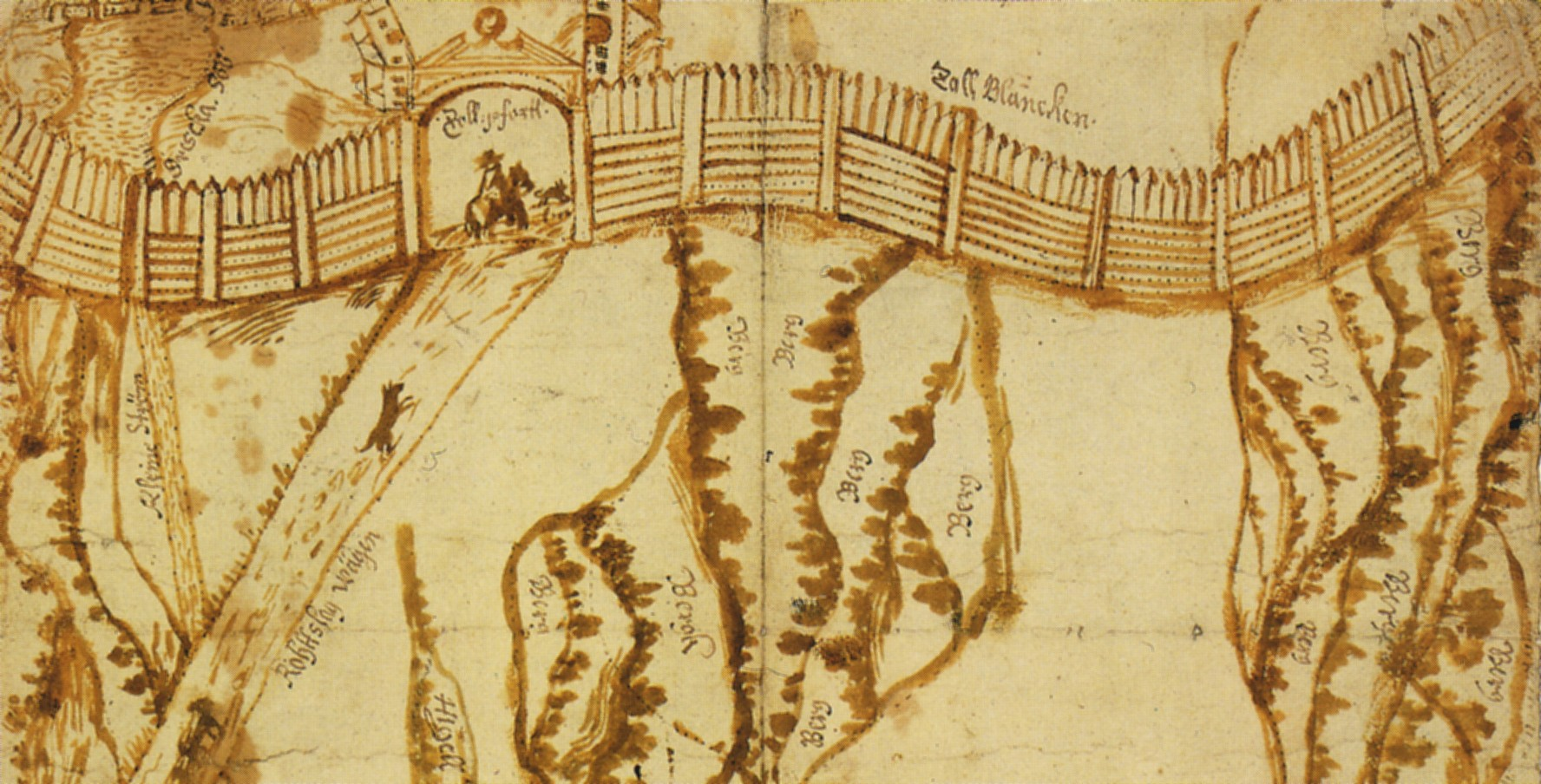
Tullstaketet och tullporten vid Roslagstull i Stockholm ca 1666-1670

Stadstull var i Sverige en tullavgift som mellan år 1622 och 1810 erlades av den som förde in varor till försäljning i en stad, även benämnd den lilla tullen (för utrikeshandeln betalades en avgift som kallades stora sjötullen).
År 1622 införde kronan ett tullsystem som belade svenska städer med en införselskatt för varor. Tullen skulle tas ut på alla "ätliga, slitliga och förnötliga varor" som skulle säljas i städerna. Försäljning av varor utanför städerna (”landsköp”) blev olagligt. Denna tull blev kallad ’’lilla tullen’’. För att förhindra smuggling byggdes tullstaket runt städerna. För Stockholms del utfärdades förordningen om lilla tullen den 20 november 1622. I Stockholm upptogs tull vid en rad infarter till staden, varom namn som Danvikstull, Hornstull, Norrtull, Vintertullen, Roslagstull, och Skanstull ännu erinrar (se Stockholms tullar). 
I Uppsala upptogs tull vid Börjetull (ursprungligen belägen i korsningen Sysslomansgatan-Skolgatan), Svartbäckstull, Vaksalatull, Slottstullen, Kungsängstull och Enköpingstullen.
Tullen betalades med 1/32 av varans värde. Denna skattesats kom i stort sett att bestå ända till dess tullen avskaffades 1810.
Om någon blev påkommen med att inte använda tullportarna så fick denne en bot på 40 daler. Den som blev tagen på bar gärning med att göra hål i tullstaketet blev straffad med böter på 100 daler första gången och 200 andra gången.
Lilla tullen avvek från tidigare beskattning i och med att alla var tvungna att betala den, så väl allmogen som adeln (som tidigare varit nästan helt skattebefriad). Att adeln också belades med den nya tullen gjorde sannolikt att befolkningen i övrigt lättare kunde acceptera den. Införandet av lilla tullen skapade av och till hårt motstånd bland främst bönderna, som oftast var de som förde in varor i staden för att sälja. Att alla varor måste föras från landet in till staden för försäljning väckte också mycken ilska, särskilt om man kunde få ett bättre pris bland grannarna på landsbygden. I Danmark var tullarna på 1600-talet avskaffade, varför det vållade mycket kritik från bönder och borgare i samband med det svenska övertagandet av de östdanska landskapen 1658.
Få av tullportarna finns kvar idag, men ortnamn m.m. erinrar ännu om de tullar som fanns. I några fall som i Halmstad och Visby finns rester av de gamla försvarsanläggningarna kvar, vilka samtidigt fungerade som tullgränser och delvis kom att bevaras för att de fungerade just som sådana.